# Purpurglim
Purpurglim (Silene fuscata) är en nejlikväxtart som beskrevs av Felix de Silva Avellar Brotero. 
Purpurglim ingår i släktet glimmar och familjen nejlikväxter. Arten förekommer tillfälligt i Sverige, men reproducerar sig inte.